# Daniel Wagner (Fußballspieler)
Daniel Wagner (* 11. Februar 1987 in Nürnberg) ist ein deutscher Fußballspieler. Er spielt auf der Position des Torhüters.

## Karriere
Wagner spielte in der Jugend für den DJK Falke Nürnberg und den TV Glaishammer und schloss sich 2005 dem 1. FC Nürnberg an. Nach drei Saisons mit der A-Jugend der Nürnberger in der A-Junioren-Bundesliga wechselte er zum Landesligisten SV Seligenporten. Zur Saison 2008/09 verpflichtete ihn der Drittligist VfR Aalen, für den er jedoch nur in der zweiten Mannschaft in der Verbandsliga Württemberg zum Einsatz kam. Im Jahre 2009 wechselte er in die Regionalliga zu den Stuttgarter Kickers. Dort konnte er sich als Stammtorhüter durchsetzen und stieg 2012 mit dem Verein in die Dritte Liga auf. Für die neue Saison wurde mit Markus Krauss ein weiterer Torhüter verpflichtet, mit dem sich Wagner in den folgenden beiden Drittligaspielzeiten um den Stammplatz im Tor der Kickers duellierte. Insgesamt bestritt er 26 Drittligaspiele für die Stuttgarter Kickers, ehe er im Sommer 2014 den Verein verließ und seine Profikarriere beendete.
Seit April 2015 spielt er im Amateurbereich für den Bezirksligisten TSV Plattenhardt.